# Eldred
|  | Per a altres significats, vegeu «Eldred (Illinois)». |

Eldred és una localitat a l'estat de Pennsilvània propera a la frontera amb l'estat de Nova York. Segons el cens del 2000 tenia 858 habitants. El lloc rep el nom del jutge Nathaniel B. Eldred.

## Demografia
Segons el cens del 2000, Eldred tenia 858 habitants, 362 habitatges, i 241 famílies. La densitat de població era de 376,4 habitants per quilòmetre quadrat.
Dels 362 habitatges en un 35,1% hi vivien nens de menys de 18 anys, en un 47,5% hi vivien parelles casades, en un 14,1% dones solteres, i en un 33,4% no eren unitats familiars. En el 30,9% dels habitatges hi vivien persones soles el 18,2% de les quals corresponia a persones de 65 anys o més que vivien soles. El nombre mitjà de persones vivint en cada habitatge era de 2,37 i el nombre mitjà de persones que vivien en cada família era de 2,95.
Per edats la població es repartia de la següent manera: un 27,5% tenia menys de 18 anys, un 7,3% entre 18 i 24, un 29% entre 25 i 44, un 17,6% de 45 a 60 i un 18,5% 65 anys o més.
L'edat mediana era de 36 anys. Per cada 100 dones de 18 o més anys hi havia 82,4 homes.
La renda mediana per habitatge era de 27.569 $ i la renda mediana per família de 34.375 $. Els homes tenien una renda mediana de 30.347 $ mentre que les dones 19.375 $. La renda per capita de la població era de 15.674 $. Entorn del 17,1% de les famílies i el 17,3% de la població estaven per davall del llindar de pobresa.

## Poblacions properes
El següent diagrama mostra les poblacions més properes.